# Francisco Clavet
Francisco Javier Clavet González (ur. 24 października 1968 w Aranjuez) – hiszpański tenisista, zdobywca Pucharu Davisa.

## Kariera tenisowa
Jako zawodowy tenisista Clavet występował w latach 1988−2003.
W 1990 roku jako pierwszy zawodnik od 12 lat wygrał turniej w cyklu ATP World Tour, przystępując do imprezy jako tzw. szczęśliwy przegrany. Miało to miejsce w Hilversum, a Clavet, przed turniejem 148. w rankingu światowym, w finale pokonał Eduardo Masso. Łącznie w singlu wygrał 8 turniejów rangi ATP World Tour oraz uczestniczył w 7 finałach.
W pierwszych latach występów zawodowych często startował w turniejach deblowych. Był łącznie w 4 finałach turniejów deblowych.
W latach 1999−2000 występował w reprezentacji Hiszpanii w Pucharze Davisa. Jesienią 1999 roku został powołany do kadry na mecz barażowy o pozostanie w grupie światowej z Nową Zelandią i przyczynił się do zwycięstwa, zdobywając 2 punkty singlowe. W 1 rundzie edycji 2000 pokonał Włocha Vincenzo Santopadre. Nie wystąpił już w kolejnych meczach, ale przysługuje mu tytuł zdobywcy Pucharu Davisa, po który sięgnęli koledzy z reprezentacji w grudniu 2000 roku po finale z Australią.
W rankingu gry pojedynczej Clavet najwyżej był na 18. miejscu (13 lipca 1992), a w klasyfikacji gry podwójnej na 89. pozycji (1 stycznia 1990).

### Finały w turniejach ATP World Tour
| Legenda                                      |
| -------------------------------------------- |
| Wielki Szlem                                 |
| Igrzyska olimpijskie                         |
| Tennis Masters Cup / ATP Finals              |
| ATP Masters Series / ATP Tour Masters 1000   |
| ATP International Series Gold / ATP Tour 500 |
| ATP International Series / ATP Tour 250      |

#### Gra pojedyncza (8–7)
| Końcowy wynik | Nr | Data                 | Turniej    | Nawierzchnia | Przeciwnik          | Wynik finału        |
| ------------- | -- | -------------------- | ---------- | ------------ | ------------------- | ------------------- |
| Zwycięzca     | 1. | 30 lipca 1990        | Hilversum  | Ceglana      | Eduardo Masso       | 3:6, 6:4, 6:2, 6:0  |
| Finalista     | 1. | 12 lipca 1992        | Gstaad     | Ceglana      | Sergi Bruguera      | 1:6, 4:6            |
| Finalista     | 2. | 2 sierpnia 1992      | San Marino | Ceglana      | Karel Nováček       | 5:7, 2:6            |
| Finalista     | 3. | 30 października 1994 | Santiago   | Ceglana      | Alberto Berasategui | 3:6, 4:6            |
| Finalista     | 4. | 6 listopada 1994     | Montevideo | Ceglana      | Alberto Berasategui | 4:6, 0:6            |
| Zwycięzca     | 2. | 1 października 1995  | Palermo    | Ceglana      | Jordi Burillo       | 6:7(2), 6:3, 7:6(1) |
| Zwycięzca     | 3. | 4 sierpnia 1996      | Amsterdam  | Ceglana      | Junus al-Ajnawi     | 7:5, 6:1, 6:1       |
| Finalista     | 5. | 13 kwietnia 1997     | Estoril    | Ceglana      | Àlex Corretja       | 3:6, 5:7            |
| Zwycięzca     | 4. | 26 października 1997 | Meksyk     | Ceglana      | Juan Albert Viloca  | 6:4, 7:6(7)         |
| Zwycięzca     | 5. | 2 listopada 1997     | Bogota     | Ceglana      | Nicolás Lapentti    | 6:3, 6:3            |
| Zwycięzca     | 6. | 20 września 1998     | Bukareszt  | Ceglana      | Arnaud Di Pasquale  | 6:4, 2:6, 7:5       |
| Zwycięzca     | 7. | 15 listopada 1998    | Santiago   | Ceglana      | Junus al-Ajnawi     | 6:2, 6:4            |
| Finalista     | 6. | 16 kwietnia 2000     | Estoril    | Ceglana      | Carlos Moyá         | 3:6, 2:6            |
| Finalista     | 7. | 14 stycznia 2001     | Auckland   | Twarda       | Dominik Hrbatý      | 4:6, 6:2, 3:6       |
| Zwycięzca     | 8. | 11 marca 2001        | Scottsdale | Twarda       | Magnus Norman       | 6:4, 6:2            |

#### Gra podwójna (0–4)
| Końcowy wynik | Nr | Data             | Turniej   | Nawierzchnia | Partner           | Przeciwnicy                       | Wynik finału |
| ------------- | -- | ---------------- | --------- | ------------ | ----------------- | --------------------------------- | ------------ |
| Finalista     | 1. | 17 września 1989 | Madryt    | Ceglana      | Tomáš Šmíd        | Tomás Carbonell Carlos Costa      | 5:7, 3:6     |
| Finalista     | 2. | 5 sierpnia 1990  | Kitzbühel | Ceglana      | Horst Skoff       | Javier Sánchez Éric Winogradsky   | 6:7, 2:6     |
| Finalista     | 3. | 28 lipca 1991    | Hilversum | Ceglana      | Magnus Gustafsson | Richard Krajicek Jan Siemerink    | 5:7, 4:6     |
| Finalista     | 4. | 3 maja 1992      | Madryt    | Ceglana      | Carlos Costa      | Patrick Galbraith Patrick McEnroe | 3:6, 2:6     |